# Salcia (Șoldănești)
Salcia è un comune della Moldavia situato nel distretto di Șoldănești di 1.053 abitanti al censimento del 2004.

## Località
Il comune è formato dall'insieme delle seguenti località (popolazione 2004):
- Salcia (1.031 abitanti)
- Lelina (22 abitanti)